# Chinzei

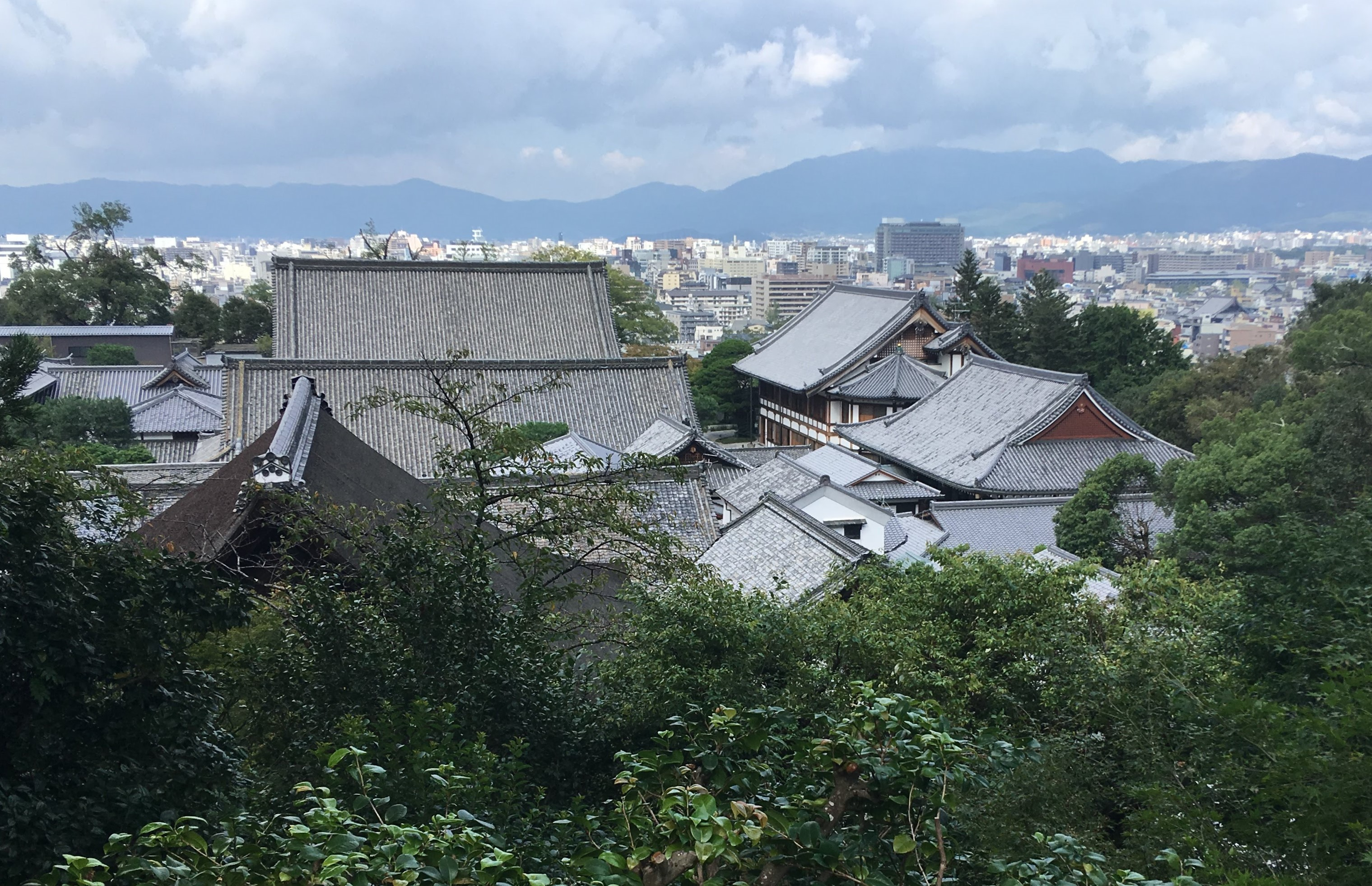
Les toits du Chion-in au-dessus de Kyoto.

Le Chinzei (鎮西) est la principale branche du bouddhisme Jōdo shū encore existante aujourd'hui.
Elle a été créée par Benchō (1162-1238), un disciple de Hōnen, puis a été officialisée comme branche séparée par son propre disciple Ryōchū (1199–1287). À l'origine basée à Kyushu où Bencho avait été exilé, la secte s'oppose à celles d'autres disciples de Honen, jusqu'à ce qu'elle apparaisse à présent comme la branche dominante. Son origine à Kyushu explique également son nom, car Chinzei est un ancien nom de Kyushu adopté par Benchō.
Le fameux temple Chion-in de Kyoto, lieu de sépulture de Honen, et le temple Zōjō-ji de Tokyo sont tous les deux administrés par la branche Chinzei.